# Mo Hamdaoui
Mohamed Hamdaoui, detto Mo (Amsterdam, 10 giugno 1993), è un calciatore olandese, attaccante del Telstar.

## Caratteristiche tecniche
È un'ala sinistra.

## Carriera
È cresciuto nel settore giovanile del Vitesse.
Ha esordito fra i professionisti il 20 settembre 2014 con la maglia del Dordrecht in occasione dell'incontro di Eredivisie pareggiato 1-1 contro l'Excelsior.

## Palmarès

### Club

#### Competizioni nazionali
- Eerste Divisie: 1

Twente: 2018-2019